# The Spine of Night
The Spine of Night (titulada en español como La noche del fin de los tiempos) es una película de terror de fantasía oscura animada para adultos de 2021 escrita y dirigida por Philip Gelatt y Morgan Galen King. Está protagonizada por Richard E. Grant, Lucy Lawless, Patton Oswalt, Betty Gabriel y Joe Manganiello.
La película se completó con animación rotoscópica y traza el viaje de siglos de una planta mágica que otorga un poder terrible al usuario, ya que inspira déspotas, imperios y magia negra.

## Reparto
- Richard E. Grant como El Guardián
- Lucy Lawless como Tzod
- Patton Oswalt como Lord Pyrantin
- Betty Gabriel como Phae-Agura
- Joe Manganiello como Mongrel
- Jordan Douglas Smith como Ghal-Sur
- Patrick Breen como Doa
- Larry Fessenden como Profeta de Doom
- Tom Lipinski como Falconhawk
- Nina Lisandrello como Sparrowcrow
- Abigail Savage como Kestelwren
- Rob McClure como Gaviota
- Maggie Lakis como Dae

## Producción
Fue dirigida por Philip Gelatt y Morgan Galen King, quienes también escribieron el guion. Si bien King trabajó anteriormente como animador, Gelatt es conocido por su trabajo anterior en películas de acción real. Hizo la película de terror de culto They Remain y escribió el guion del drama de ciencia ficción y misterio Europa Report. También escribió el guion de 15 episodios de la serie Love, Death & Robots.
Querían contar una historia para adultos dentro del género fantástico. La estética que encontraron apropiada para esto fue la animación del rotoscopio dibujado a mano, que fue la preferida a fines de la década de 1970 y principios de la de 1980. Los dibujos se crearon en la computadora, pero clásicamente a 12 fotogramas por segundo, como es habitual en la animación de rotoscopio. En esta técnica de animación, los artistas dibujan a mano imágenes de acción en vivo, cuadro por cuadro.
Gelatt y King se inspiraron para su trabajo en las ilustraciones de fantasía y ciencia ficción de Frank Frazetta y el trabajo de Ralph Bakshi, quien hizo películas animadas para adultos. Especialmente la película de 1983 Fire and Ice fue una clara inspiración.

## Marketing
El estreno mundial tuvo lugar el 18 de marzo de 2021 en el South by Southwest Film Festival. El primer tráiler se presentó poco antes. A principios de julio de 2021 se proyectó en el Festival Internacional de Cine Fantástico de Neuchâtel.

## Lanzamiento
En 2021, RLJE Films y Shudder adquirieron los derechos de distribución y transmisión en EE. UU. Se estrenó en South by Southwest el 18 de marzo de 2021, el Festival Internacional de Cine de Animación de Annecy el 16 de junio de 2021, el Art Film Fest el 26 de junio de 2021, el Festival Internacional de Cine Fantástico de Neuchâtel el 4 de julio de 2021, el Festival Internacional de Cine de Melbourne el 7 de agosto , 2021, FanTasia el 14 de agosto de 2021.
La película también se estrenó en el Beyond Fest el 2 de octubre de 2021, el Festival de Cine de Sitges el 8 de octubre de 2021 y en el Fantasy Filmfest el 17 de octubre de 2021. Fue estrenado en formato digital y teatral el 29 de octubre de 2021.

## Recepción
En el sitio web del agregador de reseñas Rotten Tomatoes, la película tiene una calificación de aprobación del 76% según 50 reseñas, con una calificación promedio de 6.40/10. El consenso crítico del sitio web dice: "Con una historia de fantasía dura al servicio de su llamativa animación, The Spine of Night es un regalo distintivo para los entusiastas del género". Según Metacritic, que tomó una muestra de seis críticos y calculó un puntaje promedio ponderado de 57 sobre 100, la película recibió "críticas mixtas o promedio".
 